# Bruno Perone
Bruno Caldini Perone, o semplicemente Bruno Perone (San Paolo, 6 luglio 1987), è un calciatore brasiliano, difensore del San Cristóbal.

## Carriera
Il 18 luglio 2013 commette un terribile fallo su Jheymy, nella sfida di Série B tra Icasa e Oeste (0-3). Jheymy ha riportato una multipla frattura al volto e dovrà stare fermo per due mesi e i dirigenti dell'Oeste hanno chiesto alla CBF di squalificare Perone fino a quando Jheymy potrà tornare in campo cioè 2 mesi.

## Palmarès

### Club

#### Competizioni statali
- Campionato Paulista do Interior: 1

Noroeste: 2006
- Copa Paraná: 1

J. Malucelli: 2007
- Campionato Catarinense: 1

Figueirense: 2008